# Kamagurka

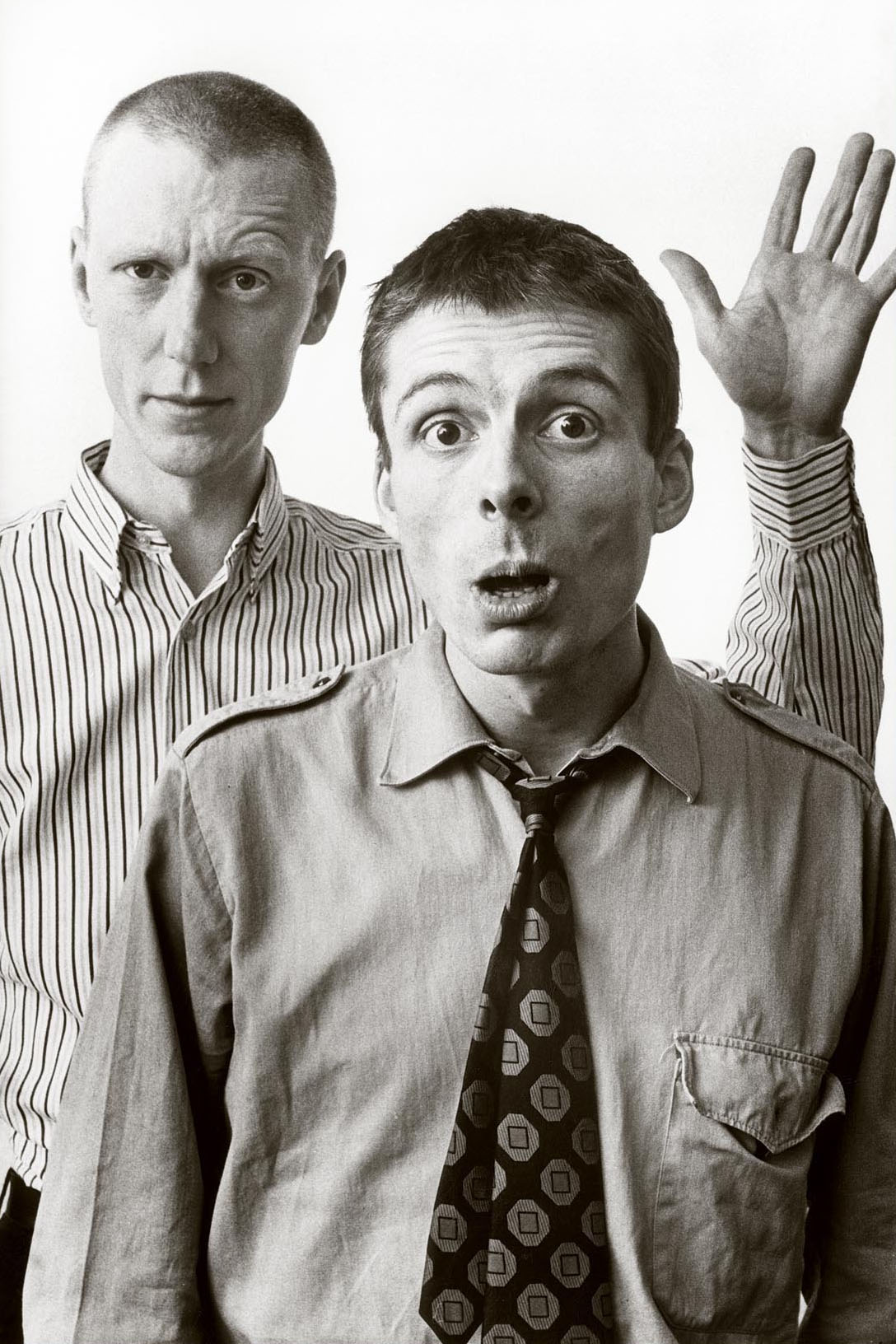
Kamagurka (vorn) und Herr Seele, 1982

Luc Zeebroek alias Kamagurka (* 5. Mai 1956 in Nieuwpoort) ist ein belgischer Cartoonist und Künstler.

## Werdegang
Kamagurka studierte erst Kunsterziehung in Brugge und dann Kunst an der Koninklijke Academie voor Schone Kunsten in Gent, wo er heute lebt. Er wurde in Belgien durch seine Arbeit als Cartoonist in der Zeitschrift Humo bekannt.

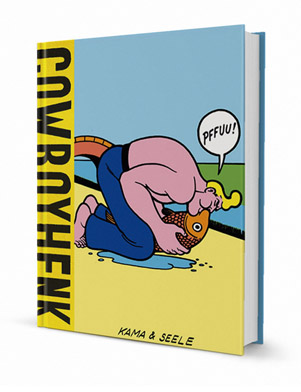
Cowboy Henk, eine Figur von Kamagurka

Kamagurka arbeitete oft mit Herrn Seele (* 1959) zusammen, mit dem er verschiedene Fernsehshows und die Comicfigur Cowboy Henk gestaltete; dabei ist Kamagurka für das Skript und Herr Seele für die Zeichnung zuständig. Zudem malt er und produziert Theaterstücke, hat über 25 Comics produziert und fünf CDs herausgegeben.
Seine Zeichnungen erscheinen in Deutschland regelmäßig im Magazin Titanic. Außerdem hat Kamagurka u. a. veröffentlicht in Süddeutsche Zeitung, Zitty, Eulenspiegel, Pardon, Slapstick, Die Zeit, The New Yorker und NRC Handelsblad.

## Werke (Auswahl)
- Das Geheimnis der Geschichte, mit Herrn Seele, Edition Moderne, um 1980, ISBN 3907010213.
- Traktat vom schweinischen Humor, Edition Moderne, 1985, ISBN 978-3907010167.
- Mittwoch ist meine Beerdigung. Du kommst doch, oder? Kommt Sylvia auch?, Lappan, 1995, ISBN 978-3890825403.
- Mit Herr Seele: Cowboy Henk – Der König der Zahnseide. Edition Moderne 1994, deutsch, ISBN 978-3907010785.
- Schreibstau, Edition Moderne, 1996, ISBN 978-3891518526
- Jugenderinnerungen, Elster Verlag, 1998, ISBN 978-3891518540.
- Das war’s, Sie können sich wieder anziehen …, Lappan, 2001, ISBN 978-3830330226.
- The Holy Kama, Lappan, 2012, ISBN 978-3830333128.
- Mit Herr Seele: Cowboy Henk. Edition Moderne 2016, deutsch, ISBN 978-3037311561.

## Ausstellungen
- Caricatura Museum für Komische Kunst, 27. November 2014 – 22. März 2015[2]